# 장궁

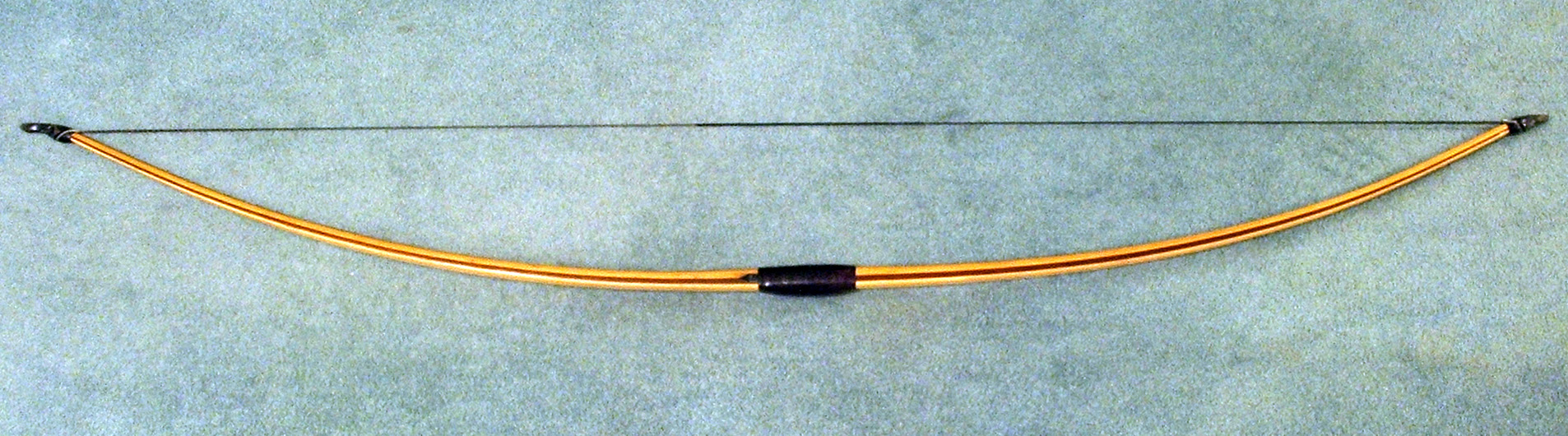

장궁(長弓, 영어: Longbow 롱보우[*])은 이름 그대로 활 가운데, 긴 활을 가리킨다. 역사적으로 볼 때 고대 인도와 페르시아 제국처럼 일찍부터 활을 군대에 무기로 도입한 나라들에서 그 존재를 찾아볼 수 있다. 유럽의 역사에서는 중세에 영국에서 사용한 활로 알려져 있다.(웨일스 장궁) 영국에서 사용된 장궁은 주로 나무로 만들어졌으며 길이는 150~180cm이고 무게는 0.6~0.8kg가량이며 사용하는 화살의 길이는 75~100cm가량, 무게는 0.5~0.7kg 미만이었다. 화살촉 부분은 소켓 모양이고 끝을 예리하게 만든 단순한 모양이지만 그 재질은 강철이다.
장궁의 사용법은 단순 사용법과 고도의 기술이 필요한 사용법으로 나눌 수 있다. 단순 사용법은 쏘는 방향이 일직선이며 잡은 손가락 끝으로 적을 겨냥해 쏘는 것이다. 이것은 겨냥한 적을 그대로 공격한다는 점에서 과녁을 겨냥하는 요령과 똑같다. 한편, 고도의 기술은 사정거리를 길게 하기 위해 산 모양의 곡선 방향으로 적을 공격한다는 점에서, 그 목적은 같지만 적을 명중시키는 기술이 어려워서 강도 높은 훈련이 필요하다.

## 같이 보기
- 활의 모양
- 케이블 백드 보우
- 합성궁
- 쇠뇌